# 齿裂轴脉蕨
齿裂轴脉蕨（学名：Ctenitopsis kusukusensis var. crenatolobata）为叉蕨科轴脉蕨属下的一个变种。